# Bath Corner
Bath Corner è una comunità non incorporata e census-designated place degli Stati Uniti d'America della contea di Brown nello Stato del Dakota del Sud. La popolazione era di 49 persone al censimento del 2010. Bath Corner è adiacente al po' più grande CDP di Bath e si trova 7 miglia (11 km) ad est della città di Aberdeen, il capoluogo della contea di Brown.